# Mohamed Al-Moneer
Mohamed Al-Moneer es un deportista sirio que compitió en judo. Ganó una medalla de bronce en el Campeonato Asiático de Judo de 2007, en la categoría abierta.

## Palmarés internacional
| Campeonato Asiático | Campeonato Asiático | Campeonato Asiático | Campeonato Asiático |
| Año                 | Lugar               | Medalla             | Categoría           |
| ------------------- | ------------------- | ------------------- | ------------------- |
| 2007                | Kuwait (Kuwait)     | Medalla de bronce   | Abierta             |